# Мудерсбах
Мудерсбах (њем. Mudersbach) општина је у њемачкој савезној држави Рајна-Палатинат. Једно је од 119 општинских средишта округа Алтенкирхен (Вестервалд). Према процјени из 2010. у општини је живјело 6.247 становника. Посједује регионалну шифру (AGS) 7132072.

## Географски и демографски подаци
Мудерсбах се налази у савезној држави Рајна-Палатинат у округу Алтенкирхен (Вестервалд). Општина се налази на надморској висини од 220 - 320 метара. Површина општине износи 9,4 km². У самом мјесту је, према процјени из 2010. године, живјело 6.247 становника. Просјечна густина становништва износи 663 становника/km².

## Међународна сарадња
| Мјесто | Држава    | Врста сарадње | Од    |
| ------ | --------- | ------------- | ----- |
|        | Француска | партнерство   | 1987. |
| Извор  |           |               |       |